# تن کوچک
تن کوچک (تنک) یک یکای اندازه‌گیری جرم است که برابر با ۲٬۰۰۰ پوند جرم (۹۰۷٫۱۸۴۷۴ کیلوگرم) می‌باشد. استفاده از آن در ایالات متحده رایج بوده و در آنجا به تن معمولی معروف است.
تن (کوتاه) معمولاً به وزن آن اشاره دارد، نیروی اعمال شده توسط جرم آن در گرانش استاندارد (نیروی-تنک). یک تن کوتاه شامل ۲٬۰۰۰ پوند جرم (lb) است که مطابق با نیروی وزن در گرانش استاندارد ۲٬۰۰۰ پوند نیرویی (lbf) است.

## ایالات متحده
در ایالات متحده، تنک معمولاً به عنوان «تن» شناخته می‌شود بدون اینکه از تون (۱٬۰۰۰ کیلوگرم یا ۲٬۲۰۴٫۶۲۲۶۲ پوند) که به عنوان «تن متریک» یا تن بزرگ و نیز «تن سلطنتی» (۲٬۲۴۰ پوند یا ۱٬۰۱۶٫۰۴۶۹۰۸۸ کیلوگرم) شناخته می‌شود تمییز داده شود. اگر چه، در برخی از برنامه‌های کاربردی ایالات متحده منظور از تن مشخص نشده معمولاً تن بزرگ (مثلاً در کشتی‌های نیروی دریایی) یا تن متریک (آمار تولید جهانی غلات) است.
تن کوچک و تن بزرگ هر دو به عنوان ۲۰ هاندردویت تعریف می‌شوند، اما یک هاندردویت در سیستم ایالات متحده برابر با ۱۰۰ پوند (۴۵٫۳۵۹۲۳۷ کیلوگرم) (هاندردویت کوچک یا خالص) و در سیستم سلطنتی برابر با ۱۱۲ پوند (۵۰٫۸۰۲۳۴۵ کیلوگرم) (هاندردویت بزرگ یا خالص) است.
یک نیروی تنک برابر با ۲٬۰۰۰ پوند نیرو است (۸٬۸۹۶٫۴۴۳۲۳۰۵۲۱ نیوتن).

## پادشاهی بریتانیا
پادشاهی بریتانیا سابقاً از تن سلطنتی، که در ایالات متحده به تن بزرگ معروف است استفاده می‌کرد. طبق قانون وزن‌ها و اندازه‌ها (۱۹۸۵) استفاده از تن سلطنتی یا تن کوچک متوقف شد. معیاری که از آن پس به کار می‌رود، تون (تن متریک) است و کلمهٔ «تن» برای اشاره به تن سلطنتی یا تن بزرگ استفاده می‌شود. بیشتر کشورهای مشترک‌المنافع به جز کانادا، که به استفاده از تن کوچک و نیز تن بزرگ ادامه می‌داد ولی اکنون غالباً از تن متریک (تون) استفاده می‌کند، روش انگلیس را پیش گرفتند.